# Megalomus tineoides
Megalomus tineoides là một loài côn trùng trong họ Hemerobiidae thuộc bộ Neuroptera. Loài này được Rambur miêu tả năm 1842.